# Mercedes (Uruguay)
Mercedes ist die Hauptstadt des Departamento Soriano in Uruguay. Sie liegt 278 km nordwestlich der Landeshauptstadt Montevideo am Südufer des Rio Negro im Westen des Landes nahe der Grenze zu Argentinien.

## Geschichte
Die 1788 durch Manuel Antonio de Castro y Careaga unter dem Namen Capilla Nueva de las Mercedes gegründete Stadt verdrängte 1857 Villa Soriano und ist heute Hauptstadt der Provinz. Sie ist sowohl die Regierungshauptstadt der Provinz als auch ihr kulturelles Zentrum. Am 6. Juli 1857 erhielt sie durch das Gesetz Nr. 531 den Status "Ciudad" und wurde statt Villa Soriano Hauptstadt des Departamento Soriano.
Am 17. Dezember 1960 wurde das römisch-katholische Bistum Mercedes errichtet, dessen Hauptkirche die 1867 erbaute spätklassizistische Kathedrale Nuestra Señora de las Mercedes ist.

## Einwohner
Die Stadt hat 41.974 Einwohner (Stand: 2011).
| Jahr | Einwohner |
| ---- | --------- |
| 1953 | 34.000    |
| 1963 | 31.358    |
| 1975 | 34.512    |
| 1985 | 36.701    |
| 1996 | 39.320    |
| 2004 | 42.032    |
| 2011 | 41.974    |

Quelle: Instituto Nacional de Estadística de Uruguay; für 1953: populstat.info; für 2011: Volkszählung 2011

## Wirtschaft und Verkehr
Mercedes ist ein wichtiges Zentrum für den Handel und besitzt einen bedeutenden Hafen. Die wichtigsten Wirtschaftszweige sind Landwirtschaft und die Herstellung von Papier.
Durch die Stadt verläuft die Fernstraße Ruta 21. In Mercedes erreicht die Ruta 14 ihren westlichen Endpunkt.

## Söhne und Töchter der Stadt
- Luis Aguiar (* 1985), Fußballspieler
- Pedro Blanes Viale (1878–1926), Maler
- Ángel Rubén Cabrera (1939–2010), Fußballspieler
- William Castro (* 1962), Fußballspieler
- José Maria Cavallero (1899–1963), Bischof von Minas
- Juan Francisco Costa (* 1947), Schriftsteller
- Rubén Etchebarne (* 1936), Radrennfahrer
- Héctor Hugo Eugui (* 1947), Fußballspieler und -trainer
- Cyro Giambruno (1898–1948), Politiker
- Martin Gramajo, Pianist
- Eduardo Víctor Haedo (1901–1970), Journalist und Politiker
- Juan Idiarte Borda (1844–1897), Präsident Uruguays von 1894 bis 1897
- Ildo Maneiro (* 1947), Fußballtrainer und ehemaliger Fußballspieler
- Roberto Matosas (* 1940), Fußballspieler und -trainer
- Luis Bernardo Pozzolo (1930–2003), Politiker
- Juan Ignacio Ramírez (* 1997),  Fußballspieler
- Guillermo Reyes (* 1986),  Fußballspieler
- Leonel Rocca (1915–1965), Radsportler
- Guillermo Ruggia (1896–1971), Politiker
- Enzo Ruíz (* 1988), Fußballspieler
- Carlos Federico Sáez (1878–1901), Maler
- Henry Trujillo (* 1965), Schriftsteller
- Francisco Mario Ubillos (1906–1997), Politiker